# Хуан Франсиско де ла Бодега и Куадра
Хуан Франсиско де ла Бодега и Куадра (на испански: Juan Francisco de la Bodega y Quadra) е испански военноморски офицер, изследовател на северозападното крайбрежие на Северна Америка.

## Произход и образование (1744 – 1775)
Роден е на 22 май 1744 година в Лима, колония на Испанската империя (днес в Перу), в семейство с баски произход. След завършване на колеж в Сан Мартин, учи в Кралския университет „Свети Марк“ в Лима. На 19-годишна възраст постъпва в испанската Военноморска академия в Кадис, а четири години по-късно, през 1767 г., излиза с първия офицерски чин – мичман. През 1773, вече като лейтенант, е капитан на военен кораб.

## Изследователска дейност (1775 – 1792)

### Първа експедиция (1775)
През 1775 г., испанското адмиралтейство организира експедиция на два кораба за дооткриване, изследване и картиране на северозападните брегове на Северна Америка с цел присъединяване на тези ничии по това време територии към испанските владения. За командир на ескадрата е назначен вицеадмирал Бруно де Есета, който командва фрегатата „Сантяго“, а Бодега и Куадра – шхуната „Сонора“. На испанците са дадени нареждания да опознаят новите брегове, така че новооткритите територии да бъдат признати като испанските земи. Друга важна цел на експедицията е идентифицирането на бурно развиващите се по това време руски селища в този район.
Експедицията извършва бегло картиране на крайбрежието до 59° с.ш., където достига на 15 август 1775, района на днешния град Ситка в Аляска и се завръща в Мексико без да успее да осъществи контакт с руските заселници в района.

### Втора експедиция (1779)
През 1779 г., Бодега и Куадра участва в нова експедиция по същия маршрут, като този път достига покрай брега още по-на север до 61° 17' с.ш. По време на тази експедиция Бодега и Куадра се представя като отличен командир и поради големите му заслуги през 1780 е повишен в звание капитан на фрегата.

### Пътуване до Перу, Куба и Мексико (1780 – 1791)
През 1780 – 1783 Бодега и Куадра извършва търговско плаване до Каляо в Перу, от където се завръща натоварен с живак, добит от мините в Чили и Боливия. През 1784 плава до Куба, а следващите четири прекарва в каботажно плаване около Испания.
През 1788 е назначен за комендант на военноморската база в Сан Блас, Мексико. Поема командването ѝ през 1789 и организира няколко експедиции по западното, тихоокеанско крайбрежие на Мексико.

### Нова експедиция (1791 – 1792)
През 1791 поема командването на най-северната колония на Испания по западното крайбрежие на Северна Америка в залива Нутка, на западния бряг на остров Ванкувър.
През следващите две години Бодега и Куадра и неговите подчинени детайлно картират голяма част от силно разклонената брегова линия в днешните щати Вашингтон на САЩ и Британска Колумбия на Канада. Изследва протоците Хуан де Фука, Джорджия, Джонстън и Кралица Шарлота, отделящи остров Ванкувър от континента. През август и септември 1792 към тази дейност се присъединява и британската експедиция на Джордж Ванкувър, като много от географските обекти получават смесени англо-испански названия. В резултат от съвместната работа на двамата изтъкнати мореплаватели е картирана и опозната голяма част от силно изрязаната брегова линия в този район.

## Последни години (1793 – 1794)
Години наред Бодега и Куадра страда от хронично главоболие, поради което през април 1793 излиза в пенсия и се връща в Мексико, където умира на 26 март 1794 година от мозъчен кръвоизлив.

## Памет
Неговото име носят:
- Бодега Бей (38°20′ с. ш. 123°03′ з. д. / 38.333333° с. ш. 123.05° з. д.) – град на западното крайбрежие на Калифорния, северно от Сан Франциско;
- Бодега (38°16′ с. ш. 123°00′ з. д. / 38.266667° с. ш. 123° з. д.) – залив на западното крайбрежие на Калифорния, северно от Сан Франциско;
- Бодега – скали в залива Бодега, на западното крайбрежие на Калифорния, северно от Сан Франциско;
- Куадра (50°10′ с. ш. 125°14′ з. д. / 50.166667° с. ш. 125.233333° з. д.) – остров край западните брегове на Канада, между континента и остров Ванкувър.